# Johann Heinrich Böhm (Offizier)
Johann Heinrich Böhm, auch João Henrique Böhm, de Bohm bzw. Bohm genannt (* 20. Juni 1708 in Bremen; † 22. Dezember 1783 in Rio de Janeiro), war ein deutscher Offizier, portugiesischer Generalmajor und als Generalleutnant Begründer der brasilianischen Armee sowie Oberbefehlshaber aller Truppen in Brasilien.

## Leben

### In Preußen, Schaumburg-Lippe und Bremen
Johann Heinrich Böhm trat 1730 in den preußischen Militärdienst ein. 1750 verließ er als Leutnant Preußen und diente bei den Truppen des Grafen Wilhelm von Schaumburg-Lippe. 1753 bereits wurde er Kapitän (Hauptmann) des Infanterieregiments. 1754 erfolgte seine Beförderung zum Major. 1756 bestellte ihn der Graf als Oberstleutnant zum Vizekommandanten der Festung Bückeburg.
1758 ernannte ihn seine Heimatstadt Bremen als Oberst zum Kommandanten der Stadt und des Bremer Bataillons. Dieses Amt nahm er bis 1762 und erneut von 1763 bis 1765 war.

### In Portugal
1762 gelang es dem Grafen von Lippe, dass Böhm (nun auch als de Bohm genannt) ihn als Generaladjutant nach Portugal begleitete, um die dortige Armee zu reformieren. Die Fremdenfeindlichkeit veranlasste ihn jedoch 1763 nach Bremen zurückzukehren. Von 1765 bis 1767 wurde er auf Wunsch des portugiesischen Königs wieder als Generalmajor nach Portugal berufen und führte dort die Heeresreformen weiter durch.

### In Brasilien
Am 22. Juni 1767 ernannte der portugiesische König Böhm zum Generalleutnant und übertrug ihm das Kommando über alle Truppen und Waffengattungen in der Kolonie Brasilien, die von spanischen Truppen ständig bedroht wurde. Sebastião José de Carvalho e Melo, Marquês de Pombal, der „Erste Minister“ Portugals, beauftragte Böhm in Brasilien eine militärische Organisation aufzubauen, um die Verteidigung auch ohne Hilfe des Mutterlandes durchführen zu können. Bei seiner Bestandsaufnahme in Brasilien stellte er fest:
„Die Unordnung, das Durcheinander, die geringe Disziplin in den Regimentern, die Unwissenheit, die Trägheit und den schlechten Willen der Offiziere in der Armee kann man nicht begreifen. … Ja, hier in der Kolonie waren die Zustände eher noch ärger als im Mutterland.“
Eine Heeresreform nach dem Muster des Grafen von Lippe wie in Portugal erschien ihm erforderlich. Der schwedische Brigadier Jakob Funck (1717–1781), der in den Diensten verschiedener europäischer Könige gestanden hatte, unterstützte die Reformen als Generalinspekteur der Artillerie. Die nun geübte „furchtbare, eiserne Disziplin“ sollte in den kommenden Kriegen die Erfolge herbeiführen. Durch die Reformen wurden die Grundlagen einer brasilianischen Armee hergestellt.
1774 verschärften sich die Beziehungen zwischen Portugal und Spanien in Südamerika. Böhm wurde zum Oberkommandierenden aller Streitkräfte im Süden ernannt, mit Sitz in São José do Norte in Rio Grande do Sul. Er befehligte eine Truppe von lediglich 6717 Mann. Dennoch gelang ihnen ein Sieg über die spanischen Truppen. Die von Böhm geführten Truppen eroberten anschließend Uruguay. 1777 schlossen Spanien und Portugal den Friedensvertrag von San Ildefonso, demzufolge einerseits Uruguay bei Spanien verblieb und andererseits die Zugehörigkeit von Rio Grande do Sul bei Brasilien bestätigt wurde. Die von Böhm vorgeschlagene Kolonialisierung von fast menschenleeren Gegenden wurde erst 1824 mit der deutschen Kolonie von São Leopoldo (Colonia Alemã de São Leopoldo) erreicht.
Nach dem Tod seiner Frau, Agnes Judith Sibylla von Dinklage, und nach Beendigung des Krieges beabsichtigte Böhm nach Europa zurückzukehren. Doch dazu kam er nicht mehr. Nach einem Unfall 1782 verstarb er 1783.

## Nachleben
Johann Heinrich Böhm gilt in Brasilien bis heute als der Befreier von Rio Grande do Sul. Die vor ihm durchgeführten Militärreformen und der Sieg über die spanischen Truppen stärkten das Selbstbewusstsein der Brasilianer. Mittelbar wurde auch dadurch der Weg für die Unabhängigkeitsbewegung bereitet, die schließlich 1822 zur Unabhängigkeitserklärung des Kaiserreichs Brasilien führte und 1825 zu deren Anerkennung durch das Vereinigte Königreich von Portugal, Brasilien und den Algarven.